# Earl Devore
Francis „Earl” Devore (ur. 2 grudnia 1889 roku w Macksville, zm. 12 listopada 1928 roku na Oceanie Atlantyckim) – amerykański kierowca wyścigowy. Był na pokładzie liniowca SS Vestris, który zatonął 12 listopada 1928 roku.

## Kariera
W swojej karierze Devore startował głównie w Stanach Zjednoczonych w mistrzostwach AAA Championship Car oraz towarzyszącym mistrzostwom słynnym wyścigu Indianapolis 500, będącym w latach 1923-1930 jednym z wyścigów Grandes Épreuves. W pierwszym sezonie startów, w 1912 roku trzykrotnie stawał na podium. Z dorobkiem 410 punktów został sklasyfikowany na dwunastej pozycji w klasyfikacji generalnej. Trzynaście lat uplasował się w wyścigu Indianapolis 500 na trzynastym miejscu. Uzbierane 55 punktów dało mu szesnaste miejsce w klasyfikacji mistrzostw. W sezonie 1927 dojechał do mety Indy 500 jako drugi. W mistrzostwach AAA uzbierał łącznie 518 punktów. W klasyfikacji końcowej był szósty.
Jego synem był Billy Devore.